# 金馬放棄論

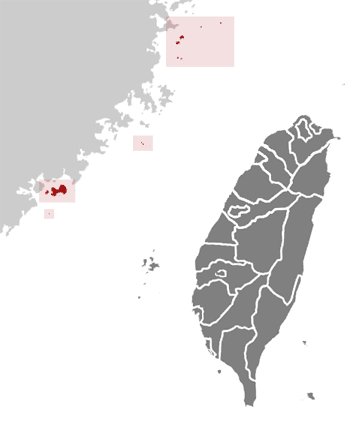
中華民国が実効支配する領域を示す地図。金門島と馬祖島を放棄することで、中華民国と中華人民共和国は台湾海峡によって完全に分断される。同地区は「台湾と大陸を結ぶヘソの緒」や、「『一つの中国』を象徴する接続地点」と言われ、かつては「反攻大陸の踏み台」とされていた。

金馬放棄論（きんば ほうきろん）は、中華民国政府が金門島と馬祖島の実効支配を放棄すること、または両島から軍隊を撤退させることを指す。台湾海峡の両岸を分断した後の台湾独立運動と関連した視点である。一般的には、1994年に当時の民主進歩党主席施明徳が提唱した「金馬撤軍論」にまでさかのぼる。

## 沿革
中華民国福建省が成立して以来、金門島と馬祖島は現在の福建省の他の地域と同じ福建省政府に属していた。下関条約で清が台湾を割譲した際も 、両島は清の福建省の一部であった。1912年の中華民国建国以来、両島は同国福建省に属する金門県と連江県の一部となっている。1949年の中華民国政府の台湾への移転により、両島は福建省の他の地域から切り離された。
1949年10月に中華人民共和国が建国され、同国は中国東南部をほぼ掌握した。中華民国政府が実効支配を維持できたのは、南東部沿岸の一部の島々だけだった。同年10月、中華人民共和国は古寧頭戦役を開始したものの、中華民国側を陥落させることはできなかった。しかし、中国側の軍事的優勢が増すにつれ、中華民国政府は1955年、ついにアメリカ軍と手を組み、金剛計画を実行に移した。すなわち、浙江省の沿岸の島々から軍隊を撤退させたのである。以来、金門島と馬祖島は中華民国政府に残された大陸における唯一の領土となり、台湾海峡両岸の軍事的対立の最前線となり、「反攻大陸の踏み台」となった。
1958年8月、中華人民共和国は金門砲戦を開始した。戦争の理由はさまざまに語られているが、その後出てきた一説によると、台湾の独立を阻止するためだったとされている。中華人民共和国の軍事攻勢の下で、「金門島と馬祖島を押さえ、アメリカを抑え、『台湾独立運動』を封じ込める」必要があったと考えられる。これにより、中華民国は両島を放棄して台湾海峡の両岸が完全に分断されるのを防ぐことができた。台湾では、中華民国が両島を持ち、福建省の体制を維持したため、中華民国は依然として福建省と台湾省の二つの省と、台北市と高雄市の二つの直轄市を持っており、かつては大陸全土を統治する大国であったことを物語っている。両島地域は台湾海峡の両岸を結ぶ「一つの中国」のヘソの緒に大きな貢献をしている。
1980年代には両岸関係が緩和され、1990年代には中華民国国軍の精実案の実施により、10万人の金門駐留軍は徐々に縮小された。1994年には民主進歩党の施明徳主席（当時）が「金馬撤軍論」を提唱することになった。当時、金門島と馬祖島の人々は彼の主張に反対し、陳水扁をはじめとする党の幹部も支持しなかった。当時の立法委員である呂秀蓮は、アメリカ合衆国ニューヨークでのイベントで、独立した台湾共和国の領土には金門島と馬祖島は含まれず、両島の人々も住民投票によって台湾共和国に加わることができると発言していた。立法委員の沈富雄は、台湾人は台湾に属さないものに対して欲張るべきでないと主張し、両島は「国立故宮博物院の骨董品と同じように」中華人民共和国に返還されるべきだと訴えた。台湾独立建国連盟の黄昭堂は、中華民国政府の事務所を金門島に移転することを提唱しているが、これは台湾地位未定論であり、台湾が生き残るためには、台湾人が国家を設立する決断を自らしなければならないことを意味している。台湾建国後、金門島と馬祖島の住民も投票で金馬連邦共和国を設立するか、独立するか、中国もしくは台湾のどちらかに編入される可能性がある。その後、台湾では民主進歩党や台湾独立派の意見が長く流れ、両島を放棄すべきとの説が支持されてきた。

## 領海基線
中華人民共和国政府は1996年5月15日に領海基線の一部を発表した際、金門島と馬祖島の両島を領海基線の内側に含めていたが、台湾の領海基線は発表していなかった。中華民国政府は、1999年2月10日に「中華民国第一批領海基線、領海及隣接区外界線」を発表し、金門島と馬祖島を除く領海基線を発表した。2009年、当時の呉敦義行政院長は、両岸には紛争を棚上げし、相互に利点を作り出すという共通の認識があり、その前提で、まだ最終的に引かれていない基線を巡って両岸の不要な紛争を避けるために空白地帯を残したと発言した。2009年11月18日、中華民国は領海基線の第一次改正を公布したが、金門と馬祖はなお含まれなかった。当時、民主進歩党の立法委員は、馬英九政権のこの動きは金門島と馬祖島を台湾海峡の向こう側に明け渡すことを意図しているのではないかと疑問を呈し、内政部は一年以内に第二次公告を提案し、金門島と馬祖島を領海に入れるよう積極的に努力すると回答した。現在までに台湾では何度か政党が変わっているが、両島を含む第二次領海基線については正式な発表がないままである。

## 各方面からの観点

### 中華民国
2009年3月24日、民主進歩党は「第13回全台各県市暨労工党部主委会議」の第4回の会合を開いた。金門県党部主委の陳滄江と澎湖県党部主委の陳慧玲は、民主進歩党中央部に金門島、澎湖諸島、馬祖島の三つの外島の地図を民主進歩党旗に入れることを共同で提案し、全会一致で支持された。陳滄江は、「蔡英文党主席はその場で承諾し、主管部門に直ちに検討し、三島を党旗に加えるよう求めた」という。陳滄江は、台澎金馬は「生命の共同体」であり、政治家が民主進歩党旗を口実に不和を招き、共同体を分裂させることはもう許されないと強調した。施明徳の「金馬撤軍論」と、離島の住民の「民主進歩党旗に金門島と馬祖島が描かれていないのは両島を見捨てるということだ」という主張は、両島など離島の党務の発展に「息詰まる損失」を与えており、今後の変化が期待されている。
2019年8月23日、中華民国総統の蔡英文は、金門島の太武山忠烈祠で行われた「823六十一週年中枢紀念儀式」に出席した。「823精神」とは、台澎金馬が国民国家として一致団結した生命共同体であることを意味するとい。2020年、2021年も、台澎金馬は生命共同体であること、国土の主権は損なわれないこと、国軍は祖国を守るために全力を尽くすべきことを繰り返し訴えていくだろうとした。

### 中華人民共和国
2010年代から20年代にかけて、台湾問題を扱う政府機関である国務院台湾事務弁公室は、福建省沿岸の金門島と馬祖島の住民を台湾同胞として扱い、実務的な対応を行っていた。

### アメリカ合衆国
1954年12月2日、中華民国とアメリカ合衆国は米華相互防衛条約に調印し、中華民国の領土定義の範囲は台湾と澎湖に限られることを定めた。1955年1月29日、アメリカ合衆国議会は1955年フォルモサ決議案を可決し、台湾と澎湖を中華民国政府の下に置くことにした。1979年1月1日、アメリカ合衆国議会は「台湾関係法」を可決し、「台湾」という言葉は中華民国政府統治下の台湾本島と澎湖諸島を含み、金門島と馬祖島は含まれないと定義した。金門島と馬祖島の住民がアメリカ合衆国の査証を申請する際、中華民国旅券を所持していても、査証申請書の国籍欄には中国と記入する必要がある。2011年、米国在台湾協会の当時のスポークスマンは、金門島と馬祖島は福建省の一部であるため国籍は当然「中国」に分類されるが、これは米国在台湾協会の数十年来の慣習であり一度も変更されたことはないと答えた。